# Autoestrada A30
Die Autoestrada A30 ist eine Autobahn in Portugal. Die Autobahn beginnt in Sacavém und endet in Santa Iria de Azóia.

## Größere Städte an der Autobahn
- Sacavém
- Santa Iria de Azóia